# Kuklis
Kuklis (macedónul: Куклиш) település Észak-Macedóniában, a Délkeleti körzetben, a Sztrumicai járásban.

## Népesség
| Lakosok száma | 1317 | 1442 | 1786 | 2057 | 2382 | 2555 | 2517 | 2532 | 2172 |
|               | 1948 | 1953 | 1961 | 1971 | 1981 | 1991 | 1994 | 2002 | 2021 |

- 2002-ben 2532 lakosa volt, akik közül 2529 macedón, 2 szerb és 1 egyéb.